# W52H
W52H（だぶりゅーごーにーえいち）は、日立製作所（カシオ日立モバイルコミュニケーションズ）が日本国内向けに開発した、auブランドを展開するKDDIおよび沖縄セルラー電話のCDMA 1X WINの携帯電話である。2007年6月7日より順次発売された。

## 特徴
IPS液晶やWoooの高画質映像技術を利用した「Picture Master for Mobile」を搭載する「W43H/H II」の後継機種にあたり、同期に発表されたカシオ製端末「W52CA」の兄弟機種にあたる。ハイパフォーマンスワンセグケータイ。本体カラーごとに液晶側ボディの質感が異なっており、テンキーには日立製端末では初めてシートキーを採用している。また、液晶横のサイドキーが無くなったため、ワンセグ操作時などでW43H/H IIと若干割り当てが変わっている。更に、日立製端末としてはこの機種以降より新800MHz帯のエリアに対応した。

フジテレビ系ドラマ「山おんな壁おんな」で、青柳恵美役の伊東美咲がドラマ中にグレイズシルバーを使用
同じ番組で松原徹人役の川田広樹(ガレッジセール)がドラマ中にフレスコオレンジを使用した。
W43H/H IIからの変更点
- 1100mAhの大容量バッテリーの採用により、ワンセグ視聴時間は業界最長の最大7時間(イヤホン使用、液晶の明るさ3、DBEX機能「OFF」設定時。DBEX機能「ON」設定時は6時間45分)、LISMOでの音楽の再生時間は24時間を実現。録画機能では録画中もメールなどが利用できる「バックグラウンド録画」に対応。さらには日立製端末では初めて地上デジタル音声放送実用化試験局の受信機能にも対応。
- LISMOビデオクリップ・Touch Messageなど新サービスに対応。
- メインディスプレイの画面サイズは2.6インチから2.9インチに向上。
- サブディスプレイが新たに搭載。
- データフォルダも50MBから100MBに向上。
- カメラ機能では新たに「テキストリーダー」に対応。
- 高速赤外線通信「IrSimple」に対応。
- カレンダーは2020年12月31日まで対応。

## 沿革
- 2007年（平成19年）5月22日 KDDI、および日立製作所より公式発表。
- 2007年6月7日 沖縄地区にて先行発売。
- 2007年6月8日 東北・関東・中部・中国・四国・九州地区にて発売。
- 2007年6月9日 上記以外の残りの地区にて発売。
- 2007年10月 販売終了。

## 対応サービス
- au Smart Sports（アプリのダウンロードが必要）
- Hello Messenger
- au LISTEN MOBILE SERVICE（ビデオクリップ対応）
- EZナビウォーク（声de入力・3D対応）
- EZ助手席ナビ
- 安心ナビ
- 災害時ナビ
- 緊急通報位置通知
- EZ FeliCa
- EZチャンネルプラス
- EZ・FM
- 赤外線通信 (IrSimple)
- EZケータイアレンジ
- PCサイトビューアー
- EZアプリ (BREW)(オープンアプリプレイヤー対応)
- デコレーションメール
- 絵しゃべりメール
- ラッピングメール
- Touch Message
- SD-Video
- SD-Audio (AAC)

## 注
1. ↑  2012年（平成24年）7月23日より利用不可
2. ↑  現・日立コンシューマエレクトロニクス
3. ↑  現・NECカシオ モバイルコミュニケーションズ
4. ↑  HITACHI : 携帯電話 : 製品情報 : W52H: